# 大阪府立布施工科高等学校
大阪府立布施工科高等学校（おおさかふりつ ふせこうかこうとうがっこう）は、大阪府東大阪市宝持三丁目にある公立工業高等学校。

## 概要
機械系・電気系・建築設備系の3つの系を設置し、系の中に専科を設置している。建築設備系は、2005年に大阪府立の全工業高校を工科高校およびクリエイティブスクール（多部制単位制高等学校）へと再編したことに伴って、大阪府立東住吉工業高等学校（現・大阪府立東住吉総合高等学校）の設備工業科が、当校の建築科と統合されたものである。

### 専科
- 機械系 - 機械技術専科、機械制御専科、生産技術専科
- 電気系 - 電気技術専科、電子情報通信専科
- 建築設備系 - 建築システム専科、設備システム専科

## 沿革
- 1939年4月14日 - 大阪府立航空工業学校開校式
- 1945年12月1日 - 大阪府立布施工業学校、布施第二工業学校に改称
- 1948年4月1日 - 学制改革により布施工業学校・布施第二工業学校を統合改編、大阪府立布施工業高等学校を設置。通常課程（のちの全日制）と夜間課程（のちの定時制）を併設。
- 1967年6月16日 - プール竣工
- 1976年8月31日 - 体育館竣工
- 2005年4月1日 - 大阪府立布施工科高等学校へ改編。定時制を募集停止。
- 2007年3月31日 - 大阪府立布施工業高校全日制閉課程。
- 2008年3月31日 - 大阪府立布施工業高校定時制閉課程。
- 2025年4月-　大阪府立城東工科高校と統合し、城東工科高校の校地に大阪府立東大阪みらい工科高等学校として開設し、2027年3月31日閉校予定

## 交通
- 近鉄奈良線八戸ノ里駅 南へ約1.1km。
- 近鉄バス 布施工業高校バス停

## 部活動
- ラグビー部が大阪の古豪として知られ、全国高等学校ラグビーフットボール大会（花園）に複数回出場経験がある[1]。

## 著名な出身者
- 魚田勝臣（研究者。慶應義塾大学工学博士、専修大学名誉教授）
- 宮本好宣（プロ野球選手）
- 木原彰彦（プロ野球選手）
- 住田ワタリ（プロ野球トレーニングコーチ）
- 橋本俊治（ラグビー選手）
- 安原昌弘（自転車競技選手）
- 鈴木哲也（ボクシング選手・日本ミドル級チャンピオン）
- 前田俊夫（漫画家）
- 竹之下裕之（TSグループ創業者）
- 小籔良隆　(コヤブボード開発者)
- タケヤキ翔（YouTuber）